# Anne Murray/Diskografie
Diese Diskografie ist eine Übersicht über die musikalischen Werke der kanadischen Countrysängerin Anne Murray. Den Schallplattenauszeichnungen zufolge hat sie bisher mehr als 19,7 Millionen Tonträger verkauft, davon alleine in ihrer Heimat über 2,9 Millionen. Ihre erfolgreichste Veröffentlichung ist die Kompilation Anne Murray’s Greatest Hits mit über 4,6 Millionen verkauften Einheiten.

## Alben

### Studioalben
| Jahr | Titel                                             | Höchstplatzierung, Gesamtwochen, AuszeichnungChartplatzierungen (Jahr, Titel, Platzierungen, Wochen, Auszeichnungen, Anmerkungen) | Höchstplatzierung, Gesamtwochen, AuszeichnungChartplatzierungen (Jahr, Titel, Platzierungen, Wochen, Auszeichnungen, Anmerkungen) | Höchstplatzierung, Gesamtwochen, AuszeichnungChartplatzierungen (Jahr, Titel, Platzierungen, Wochen, Auszeichnungen, Anmerkungen) | Anmerkungen                                                                                          |
| Jahr | Titel                                             | UK | US | Country | Anmerkungen                                                                                          |
| ---- | ------------------------------------------------- | --- | --- | --- | --- |
| 1971 | Anne Murray / Straight, Clean and Simple          | — | US121 (9 Wo.)US | Country11 (17 Wo.)Country | Erstveröffentlichung: 26. Februar 1971 Produzent: Brian Ahern                                        |
| 1971 | Talk It Over in the Morning                       | — | US179 (4 Wo.)US | Country26 (7 Wo.)Country | Erstveröffentlichung: 1971 Produzent: Brian Ahern                                                    |
| 1971 | Anne Murray / Glen Campbell                       | — | US128 (8 Wo.)US | Country4 (21 Wo.)Country | Erstveröffentlichung: November 1971 Produzent: Al de Lory, Brian Ahern mit Glen Campbell             |
| 1972 | Annie                                             | — | US143 (8 Wo.)US | Country14 (12 Wo.)Country | Erstveröffentlichung: April 1972 Produzent: Brian Ahern                                              |
| 1973 | Danny’s Song                                      | — | US39 (24 Wo.)US | Country4 (22 Wo.)Country | Erstveröffentlichung: April 1973 Produzent: Brian Ahern                                              |
| 1974 | Love Song                                         | — | US24 (33 Wo.)US | — | Erstveröffentlichung: Februar 1974 Produzent: Brian Ahern Grammy (Country)                           |
| 1974 | Highly Prized Possession                          | — | US70 (13 Wo.)US | Country8 (16 Wo.)Country | Erstveröffentlichung: November 1974 Produzent: Brian Ahern                                           |
| 1976 | Together                                          | — | US142 (11 Wo.)US | Country15 (15 Wo.)Country | Erstveröffentlichung: November 1975 Produzent: Tom Catalano                                          |
| 1976 | Keeping in Touch                                  | — | US96 (6 Wo.)US | Country26 (6 Wo.)Country | Erstveröffentlichung: September 1976 Produzent: Tom Catalano                                         |
| 1978 | Let’s Keep It That Way                            | — | US12 Platin · (52 Wo.)US | Country2 (91 Wo.)Country | Erstveröffentlichung: Februar 1978 Produzent: Jim Ed Norman                                          |
| 1979 | New Kind of Feeling                               | — | US23 Platin · (29 Wo.)US | Country2 (51 Wo.)Country | Erstveröffentlichung: Januar 1979 Produzent: Jim Ed Norman                                           |
| 1979 | I’ll Always Love You                              | — | US24 Gold · (23 Wo.)US | Country4 (44 Wo.)Country | Erstveröffentlichung: Oktober 1979 Produzent: Jim Ed Norman                                          |
| 1980 | Somebody’s Waiting                                | — | US88 (15 Wo.)US | Country15 (23 Wo.)Country | Erstveröffentlichung: März 1980 Produzent: Jim Ed Norman                                             |
| 1981 | Where Do You Go When You Dream                    | — | US55 Gold · (15 Wo.)US | Country4 (46 Wo.)Country | Erstveröffentlichung: 1981 Produzent: Jim Ed Norman                                                  |
| 1982 | The Hottest Night of the Year                     | — | US90 (12 Wo.)US | Country29 (10 Wo.)Country | Erstveröffentlichung: 1982 Produzent: Jim Ed Norman                                                  |
| 1982 | Christmas Wishes                                  | — | US54 ×2Doppelplatin · (8 Wo.)US                                                                                                   | Country34 (21 Wo.)Country | Erstveröffentlichung: 1982 Countrycharts: Re-entry Dezember 1984 (5 Wochen) Produzent: Jim Ed Norman |
| 1983 | A Little Good News                                | — | US72 Gold · (24 Wo.)US | Country9 (62 Wo.)Country | Erstveröffentlichung: 1983 Produzent: Jim Ed Norman                                                  |
| 1984 | Heart over Mind                                   | — | US92 Gold · (25 Wo.)US | Country4 (46 Wo.)Country | Erstveröffentlichung: Dezember 1984 Produzent: Jim Ed Norman                                         |
| 1986 | Something to Talk About                           | — | US68 Gold · (23 Wo.)US | Country2 (34 Wo.)Country | Erstveröffentlichung: Januar 1986 Produzenten: David Foster, Jack White, Keith Diamond               |
| 1987 | Harmony                                           | — | US149 (6 Wo.)US | Country9 (22 Wo.)Country | Erstveröffentlichung: Mai 1987 Produzenten: Jack White, Mark Spiro                                   |
| 1988 | As I Am                                           | — | — | Country29 (31 Wo.)Country | Erstveröffentlichung: Oktober 1988 Produzent: Kyle Lehning                                           |
| 1990 | You Will                                          | — | — | Country47 (21 Wo.)Country | Erstveröffentlichung: September 1990 Produzent: Jerry Crutchfield                                    |
| 1993 | Croonin’                                          | — | — | Country54 (12 Wo.)Country | Erstveröffentlichung: 2. November 1993 Produzenten: Anne Murray, Tommy West                          |
| 1999 | What a Wonderful World: 26 Inspirational Classics | — | US38 Platin · (38 Wo.)US | Country4 (104 Wo.)Country | Erstveröffentlichung: 19. Oktober 1989 Doppelalbum Produzenten: Anne Murray, Tommy West              |
| 2002 | Country Croonin’                                  | — | US109 Gold · (6 Wo.)US | Country13 (36 Wo.)Country | Erstveröffentlichung: 22. Oktober 2002 Produzenten: Anne Murray, Tommy West                          |
| 2007 | Duets: Friends & Legends                          | — | US42 (10 Wo.)US | Country8 (38 Wo.)Country | Erstveröffentlichung: 13. November 2007 Produzent: Phil Ramone                                       |
| 2008 | Anne Murray’s Christmas Album                     | — | US169 (1 Wo.)US | Country35 (9 Wo.)Country | Erstveröffentlichung: 7. Oktober 2008                                                                |

Weitere Studioalben
- 1968: What About Me
- 1969: This Way Is My Way
- 1970: Honey Wheat & Laughter
- 1977: There’s a Hippo in My Tub
- 1979: Anne Murray Sings for the Sesame Street Generation
- 1988: Christmas
- 1991: Yes I Do
- 1993: The Season Will Never Grow Old (mit London Symphony Orchestra und Ambrosian Singers)
- 1995: My Christmas Favorites
- 1996: Anne Murray
- 1999: Let There Be Love
- 2004: I’ll Be Seeing You

### Livealben
| Jahr | Titel                                       | Höchstplatzierung, Gesamtwochen, AuszeichnungChartplatzierungen (Jahr, Titel, Platzierungen, Wochen, Auszeichnungen, Anmerkungen) | Höchstplatzierung, Gesamtwochen, AuszeichnungChartplatzierungen (Jahr, Titel, Platzierungen, Wochen, Auszeichnungen, Anmerkungen) | Höchstplatzierung, Gesamtwochen, AuszeichnungChartplatzierungen (Jahr, Titel, Platzierungen, Wochen, Auszeichnungen, Anmerkungen) | Anmerkungen                                                                           |
| Jahr | Titel                                       | UK | US | Country | Anmerkungen                                                                           |
| ---- | ------------------------------------------- | --- | --- | --- | ------------------------------------------------------------------------------------- |
| 1998 | An Intimate Evening with Anne Murray … Live | — | — | Country45 (6 Wo.)Country | Erstveröffentlichung: 10. März 1998 Aufnahme: 18. Dezember 1996, Halifax Metro Centre |

Weitere Livealben
- 1987: Ford Presents Anne Murray’s 1987 Canadian Tour

### Kompilationen
| Jahr | Titel                                  | Höchstplatzierung, Gesamtwochen, AuszeichnungChartplatzierungen (Jahr, Titel, Platzierungen, Wochen, Auszeichnungen, Anmerkungen) | Höchstplatzierung, Gesamtwochen, AuszeichnungChartplatzierungen (Jahr, Titel, Platzierungen, Wochen, Auszeichnungen, Anmerkungen) | Höchstplatzierung, Gesamtwochen, AuszeichnungChartplatzierungen (Jahr, Titel, Platzierungen, Wochen, Auszeichnungen, Anmerkungen) | Anmerkungen                                                                                             |
| Jahr | Titel                                  | UK | US | Country | Anmerkungen                                                                                             |
| ---- | -------------------------------------- | --- | --- | --- | --- |
| 1970 | Snowbird                               | — | US41 Platin · (31 Wo.)US | Country5 (43 Wo.)Country | Erstveröffentlichung: 1970 Produzent: Brian Ahern                                                       |
| 1974 | Country                                | — | US32 Platin · (16 Wo.)US | Country6 (28 Wo.)Country | Erstveröffentlichung: August 1974 Produzent: Brian Ahern                                                |
| 1980 | A Country Collection                   | — | US73 (9 Wo.)US | Country7 (21 Wo.)Country | Erstveröffentlichung: 1980 Produzent: Jim Ed Norman                                                     |
| 1980 | Anne Murray’s Greatest Hits            | — | US16 ×4Vierfachplatin · (64 Wo.)US                                                                                                | Country2 (246 Wo.)Country | Erstveröffentlichung: November 1980 Produzenten: Brian Ahern, Jim Ed Norman                             |
| 1981 | The Very Best of Anne Murray           | UK14 Silber · (10 Wo.)UK | — | — | Erstveröffentlichung: September 198                                                                     |
| 1989 | Greatest Hits, Vol. II                 | — | — | Country32 (23 Wo.)Country | Erstveröffentlichung: 18. September 1989                                                                |
| 1992 | Fifteen of the Best                    | — | — | Country62 (7 Wo.)Country | Erstveröffentlichung: Mai 1992 Produzenten: Brian Ahern, Jerry Crutchfield, Jim Ed Norman               |
| 2001 | What a Wonderful Christmas             | — | US83 (8 Wo.)US | Country6 (13 Wo.)Country | Erstveröffentlichung: 9. Oktober 2001 Produzenten: Anne Murray, Jim Ed Norman, Steve Sexton, Tommy West |
| 2005 | All of Me                              | — | US66 (7 Wo.)US | Country13 (20 Wo.)Country | Erstveröffentlichung: 25. Januar 2005 Produzenten: Anne Murray, Tommy West                              |
| 2012 | 10 Great Songs: Inspirational Classics | — | — | Country64 (9 Wo.)Country | Erstveröffentlichung: 3. April 2012                                                                     |

Weitere Kompilationen
- 1978: Collection
- 1984: The Anne Murray Collection
- 1985: Favorites
- 1987: Country Hits
- 1987: Songs of the Heart
- 1988: Love Songs
- 1988: Favorites, Vol. 2
- 1990: Special Collection
- 1990: The Very Best of Anne Murray (2 LPs, US: Gold)
- 1992: All-Time Greatest Hits (3 CDs)
- 1994: The Best … so Far (US: Platin)
- 2013: Ultimate Collection

## Singles
| Jahr | Titel Album                                                                               | Höchstplatzierung, Gesamtwochen, AuszeichnungChartplatzierungen (Jahr, Titel, Album, Platzierungen, Wochen, Auszeichnungen, Anmerkungen) | Höchstplatzierung, Gesamtwochen, AuszeichnungChartplatzierungen (Jahr, Titel, Album, Platzierungen, Wochen, Auszeichnungen, Anmerkungen) | Höchstplatzierung, Gesamtwochen, AuszeichnungChartplatzierungen (Jahr, Titel, Album, Platzierungen, Wochen, Auszeichnungen, Anmerkungen) | Anmerkungen |
| Jahr | Titel Album                                                                               | UK | US | Country | Anmerkungen |
| ---- | ----------------------------------------------------------------------------------------- | --- | --- | --- | --- |
| 1970 | Snowbird This Way Is My Way                                                               | UK23 (17 Wo.)UK | US8 Gold · (16 Wo.)US | Country10 (19 Wo.)Country | Erstveröffentlichung: Februar 1970 Autor und Original: Gene MacLellan, 1969                                                                                  |
| 1970 | Sing High – Sing Low Anne Murray                                                          | — | US83 (5 Wo.)US | Country53 (5 Wo.)Country | Erstveröffentlichung: November 1970 Autor: Brent Titcomb |
| 1971 | A Stranger in My Place Anne Murray                                                        | — | — | Country27 (18 Wo.)Country | Erstveröffentlichung: Februar 1971 Autoren: Kenny Rogers, Kin Vassy Original: Kenny Rogers & the First Edition, 1970                                         |
| 1971 | Put Your Hand in the Hand Honey Wheat & Laughter                                          | — | — | Country67 (2 Wo.)Country | Erstveröffentlichung: März 1971 Autor: Gene McLellan |
| 1971 | Talk It Over in the Morning                                                               | — | US57 (7 Wo.)US | — | Erstveröffentlichung: August 1971 Autoren: Paul Williams, Roger Nichols                                                                                      |
| 1971 | I Say a Little Prayer / By the Time I Get to Phoenix (Medley) Anne Murray / Glen Campbell | — | US81 (5 Wo.)US | Country40 (8 Wo.)Country | Erstveröffentlichung: September 1971 Autoren: Burt Bacharach, Hal David / Jimmy Webb Originale: Dionne Warwick, 1967 / Johnny Rivers, 1966 mit Glen Campbell |
| 1972 | Cotton Jenny Talk It Over in the Morning                                                  | — | US71 (5 Wo.)US | Country11 (15 Wo.)Country | Erstveröffentlichung: Dezember 1971 Autor und Original: Gordon Lightfoot, 1967                                                                               |
| 1972 | Destiny Talk It Over in the Morning                                                       | UK41 (4 Wo.)UK | — | — | Erstveröffentlichung: Februar 1972 Autor und Original: José Feliciano, 1970                                                                                  |
| 1973 | Danny’s Song                                                                              | — | US7 (18 Wo.)US | Country10 (17 Wo.)Country | Erstveröffentlichung: November 1972 Autor: Kenny Loggins, Original: Gator Creek, 1970                                                                        |
| 1973 | What About Me Danny’s Song                                                                | — | US64 (8 Wo.)US | Country20 (10 Wo.)Country | Erstveröffentlichung: April 1973 Autor: Scott MacKenzie |
| 1973 | Send a Little Love My Way Love Song                                                       | — | US72 (7 Wo.)US | Country79 (7 Wo.)Country | Erstveröffentlichung: Juni 1973 Autoren: Hal David, Henry Mancini                                                                                            |
| 1973 | Love Song                                                                                 | — | US12 (17 Wo.)US | Country5 (15 Wo.)Country | Erstveröffentlichung: Dezember 1973 Autoren: Kenny Loggins, Donna Lyn George Original: Loggins and Messina, 1973                                             |
| 1974 | You Won’t See Me Love Song                                                                | — | US8 (20 Wo.)US | — | Erstveröffentlichung: Mai 1974 Autoren: John Lennon, Paul McCartney Original: The Beatles, 1965                                                              |
| 1974 | He Thinks I Still Care Danny’s Song                                                       | — | — | Country1 (17 Wo.)Country | Erstveröffentlichung: Mai 1974 B-Seite von You Won’t See Me Autoren: Dicky Lee Lipscomb, Steve Duffy Original: George Jones – She Thinks I Still Care, 1962  |
| 1974 | Just One Look Love Song                                                                   | — | US86 (2 Wo.)US | — | Erstveröffentlichung: September 1974 Autoren: Gregory Carroll, Doris Payne Original: Doris Troy, 1963                                                        |
| 1974 | Son of a Rotten Gambler Love Song                                                         | — | — | Country5 (16 Wo.)Country | Erstveröffentlichung: September 1974 B-Seite von Just One Look Autor und Original: Chip Taylor, 1973                                                         |
| 1974 | Day Tripper Highly Prized Possession                                                      | — | US59 (6 Wo.)US | — | Erstveröffentlichung: Dezember 1974 Autoren: John Lennon, Paul McCartney Original: The Beatles, 1965                                                         |
| 1975 | Uproar Highly Prized Possession                                                           | — | — | Country28 (10 Wo.)Country | Erstveröffentlichung: 1975 Autor: Paul Grady |
| 1975 | Sunday Sunrise Together                                                                   | — | US98 (2 Wo.)US | Country49 (9 Wo.)Country | Erstveröffentlichung: November 1975 Autor: Mark James, Original: B. J. Thomas, 1973                                                                          |
| 1976 | The Call Together                                                                         | — | US91 (5 Wo.)US | Country19 (14 Wo.)Country | Erstveröffentlichung: Februar 1976 Autor und Original: Gene MacLellan, 1970                                                                                  |
| 1976 | Golden Oldie Keeping in Touch                                                             | — | — | Country41 (8 Wo.)Country | Erstveröffentlichung: April 1976 Autoren: Brenda Russell, Brian Russell                                                                                      |
| 1976 | Things Keeping in Touch                                                                   | — | US89 (3 Wo.)US | Country22 (12 Wo.)Country | Erstveröffentlichung: September 1976 Autor und Original: Bobby Darin, 1962                                                                                   |
| 1977 | Sunday School to Broadway Keeping in Touch                                                | — | — | Country57 (8 Wo.)Country | Erstveröffentlichung: 1977 |
| 1978 | Walk Right Back Let’s Keep It That Way                                                    | — | US— PlatinUS | Country4 (16 Wo.)Country | Erstveröffentlichung: Januar 1978 Autor: Sonny Curtis, Original: The Everly Brothers, 1961                                                                   |
| 1978 | You Needed Me Let’s Keep It That Way                                                      | UK22 (14 Wo.)UK | US1 (26 Wo.)US | Country4 (18 Wo.)Country | Erstveröffentlichung: Juni 1978 Autor: Randy Goodrum |
| 1979 | I Just Fall in Love Again New Kind of Feeling                                             | UK58 (2 Wo.)UK | US12 (16 Wo.)US | Country1 (15 Wo.)Country | Erstveröffentlichung: Januar 1979 Autoren: Steve Dorff, Larry Herbstritt, Gloria Sklerov, Harry Lloyd Original: The Carpenters, 1977                         |
| 1979 | Shadows in the Moonlight New Kind of Feeling                                              | — | US25 (12 Wo.)US | Country1 (15 Wo.)Country | Erstveröffentlichung: Mai 1979 Autoren: Charlie Black, Rory Bourke                                                                                           |
| 1979 | Broken Hearted Me I’ll Always Love You                                                    | — | US12 (17 Wo.)US | Country1 (14 Wo.)Country | Erstveröffentlichung: September 1979 Autor: Randy Goodrum |
| 1979 | Daydream Believer I’ll Always Love You                                                    | UK61 (3 Wo.)UK | US12 (17 Wo.)US | Country3 (14 Wo.)Country | Erstveröffentlichung: Dezember 1979 Autor: John Stewart, Original: The Monkees, 1967                                                                         |
| 1980 | Lucky Me Somebody’s Waiting                                                               | — | US42 (8 Wo.)US | Country9 (14 Wo.)Country | Erstveröffentlichung: März 1980 Autoren: Charlie Black, Rory Bourke                                                                                          |
| 1980 | I’m Happy Just to Dance with You Somebody’s Waiting                                       | — | US64 (6 Wo.)US | Country23 (11 Wo.)Country | Erstveröffentlichung: Juni 1980 Autoren: John Lennon, Paul McCartney Original: The Beatles, 1964                                                             |
| 1980 | Could I Have This Dance Anne Murray’s Greatest Hits                                       | — | US33 (14 Wo.)US | Country1 (16 Wo.)Country | Erstveröffentlichung: August 1980 vom Soundtrack des Films Urban Cowboy Autoren: Wayland Holyfield, Bob House                                                |
| 1981 | Blessed Are the Believers Where Do You Go When You Dream                                  | — | US34 (13 Wo.)US | Country1 (14 Wo.)Country | Erstveröffentlichung: März 1981 Autoren: Charlie Black, Rory Bourke, Sandy Pinkard                                                                           |
| 1981 | We Don’t Have to Hold Out Where Do You Go When You Dream                                  | — | — | Country16 (13 Wo.)Country | Erstveröffentlichung: Juni 1981 Autoren: Aidan Mason, Gordon Adams                                                                                           |
| 1981 | It’s All I Can Do Where Do You Go When You Dream                                          | — | US53 (9 Wo.)US | Country9 (15 Wo.)Country | Erstveröffentlichung: Juli 1981 Autoren: Archie Jordon, Richard Leigh                                                                                        |
| 1982 | Another Sleepless Night Where Do You Go When You Dream                                    | — | US44 (9 Wo.)US | Country4 (18 Wo.)Country | Erstveröffentlichung: Januar 1982 Autoren: Charlie Black, Rory Bourke                                                                                        |
| 1982 | Hey! Baby! The Hottest Night of the Year                                                  | — | — | Country7 (16 Wo.)Country | Erstveröffentlichung: August 1982 Autoren: Bruce Channel, Margaret Cobb Original: Bruce Channel, 1961                                                        |
| 1983 | Somebody’s Always Saying Goodbye The Hottest Night of the Year                            | — | — | Country7 (19 Wo.)Country | Erstveröffentlichung: November 1982 Autor: Bob McDill |
| 1983 | A Little Good News                                                                        | — | US74 (9 Wo.)US | Country1 (20 Wo.)Country | Erstveröffentlichung: August 1983 Autoren: Charlie Black, Rory Bourke, Tommy Rocco                                                                           |
| 1984 | That’s Not the Way (It’s S’posed to Be) A Little Good News                                | — | — | Country46 (12 Wo.)Country | Erstveröffentlichung: 1984 Autoren: Andy Goldmark, Phil Galdston                                                                                             |
| 1984 | Just Another Woman in Love A Little Good News                                             | — | — | Country1 (20 Wo.)Country | Erstveröffentlichung: April 1984 Autoren: Patti Ryan, Wanda Mallette                                                                                         |
| 1985 | Nobody Loves Me Like You Do Heart over Mind                                               | — | — | Country1 (22 Wo.)Country | Erstveröffentlichung: September 1984 Autoren: James Dunne, Pamela Phillips mit Dave Loggins                                                                  |
| 1985 | Time Don’t Run Out on Me Heart over Mind                                                  | — | — | Country2 (22 Wo.)Country | Erstveröffentlichung: Januar 1985 Autoren: Carole King, Gerry Goffin                                                                                         |
| 1985 | I Don’t Think I’m Ready for You Heart over Mind                                           | — | — | Country7 (20 Wo.)Country | Erstveröffentlichung: April 1985 Autoren: Steve Dorff, Snuff Garrett, Milton Brown, Billy Ray Reynolds                                                       |
| 1986 | Now and Forever (You and Me) Something to Talk About                                      | — | US92 (6 Wo.)US | Country1 (19 Wo.)Country | Erstveröffentlichung: Januar 1986 Autoren: David Foster, Jim Vallance, Randy Goodrum                                                                         |
| 1986 | Who’s Leaving Who Something to Talk About                                                 | — | — | Country62 (9 Wo.)Country | Erstveröffentlichung: April 1986 Autoren: Jack White, Mark Spiro                                                                                             |
| 1986 | My Life’s a Dance Something to Talk About                                                 | — | — | Country26 (15 Wo.)Country | Erstveröffentlichung: Juni 1986 Autoren: Jack White, Mark Spiro                                                                                              |
| 1986 | On and On Something to Talk About                                                         | — | — | Country23 (14 Wo.)Country | Erstveröffentlichung: Dezember 1986 |
| 1987 | Are You Still in Love with Me Harmony                                                     | — | — | Country20 (23 Wo.)Country | Erstveröffentlichung: April 1987 Autoren: Jack White, Mark Spiro, KC Porter                                                                                  |
| 1987 | Anyone Can Do the Heartbreak Harmony                                                      | — | — | Country27 (13 Wo.)Country | Erstveröffentlichung: August 1987 Autoren: Tom Snow, Amanda McBroom                                                                                          |
| 1988 | Perfect Strangers Harmony                                                                 | — | — | Country52 (8 Wo.)Country | Erstveröffentlichung: Januar 1988 Autor: Michael Lille mit Doug Mallory                                                                                      |
| 1988 | Flying on Your Own As I Am                                                                | — | — | Country52 (7 Wo.)Country | Erstveröffentlichung: August 1988 Autor und Original: Rita MacNeil, 1987                                                                                     |
| 1988 | Slow Passin’ Time As I Am                                                                 | — | — | Country36 (12 Wo.)Country | Erstveröffentlichung: November 1988 |
| 1989 | Who but You As I Am                                                                       | — | — | Country55 (9 Wo.)Country | Erstveröffentlichung: März 1989 |
| 1989 | If I Ever Fall in Love Again Something Inside so Strong                                   | — | — | Country28 (15 Wo.)Country | Erstveröffentlichung: September 1989 Autoren: Steve Dorff, Gloria Sklerov mit Kenny Rogers                                                                   |
| 1990 | Feed This Fire You Will                                                                   | — | — | Country5 (20 Wo.)Country | Erstveröffentlichung: August 1990 |
| 1990 | Bluebird You Will                                                                         | — | — | Country39 (19 Wo.)Country | Erstveröffentlichung: November 1990 Autor: Ron Irving |
| 1991 | Everyday Yes I Do                                                                         | — | — | Country56 (11 Wo.)Country | Erstveröffentlichung: September 1991 |

Weitere Singles
- 1970: Days of the Looking Glass
- 1970: Bidin’ My Time
- 1972: Robbie’s Song for Jesus
- 1973: Children of My Mind
- 1975: Dream Lover
- 1976: Lady Bug
- 1976: Dancin’ All Night Long
- 1977: Hey Daddy
- 1977: Shilo Song (Gene MacLellan mit Anne Murray)
- 1978: I Still Wish the Very Best for You
- 1981: Where Do You Go When You Dream
- 1981: Go Tell It on the Mountain
- 1981: Bitter They Are, Harder They Fall
- 1981: Christmas Medley
- 1982: Song for the Mira
- 1985: Go Tell It on the Mountain
- 1986: Heartaches
- 1988: I’ll Be Your Eyes
- 1990: I’d Fall in Love Tonight
- 1993: Make Love to Me

## Videoalben
- 1988: Anne Murray
- 1997: An Intimate Evening with Anne Murray
- 1998: Classic Christmas
- 2000: What a Wonderful World
- 2005: Anne Murray in Jamaica
- 2005: TV Special: 19th April 1975
- 2006: The Anne Murray TV Special

## Statistik

### Chartauswertung
|                     | UK    | US     | Country          |
| ------------------- | ----- | ------ | ---------------- |
| Nummer-eins-Alben   | UK—UK | US—US  | Country—Country  |
| Top-10-Alben        | UK—UK | US—US  | Country18Country |
| Alben in den Charts | UK1UK | US30US | Country36Country |

|                       | UK    | US     | Country          |
| --------------------- | ----- | ------ | ---------------- |
| Nummer-eins-Singles   | UK—UK | US1US  | Country10Country |
| Top-10-Singles        | UK—UK | US4US  | Country25Country |
| Singles in den Charts | UK5UK | US28US | Country53Country |

### Auszeichnungen für Musikverkäufe
| Goldene Schallplatte - Australien - 1982: für das Album Where You Go When You Dream - Hongkong - 1981: für das Album A Country Collection - 1981: für das Album New Kind of Feeling - Kanada - 1980: für das Album Somebody’s Waiting - 1982: für das Album Hottest Night of the Year - 1983: für das Album A Little Good News - 1984: für das Album Heart Over Mind - 1986: für das Album Something to Talk About - 1987: für das Album Harmony - 1989: für das Album Greatest Hits Volume II - 1989: für das Album Christmas - 1991: für das Album Danny’s Song - 1994: für das Album Best of the Season - 1996: für das Album Anne Murray - 1998: für das Album An Intimate Evening with Anne Murray - 2002: für das Album What a Wonderful Christmas - Neuseeland - 1979: für die Single You Needed Me - 1984: für das Album The Very Best of Anne Murray - Philippinen - 1980: für die Single You Needed Me | Platin-Schallplatte - Hongkong - 1980: für das Album Let’s Keep It That Way - Kanada - 1979: für das Album New Kind of Feeling - 1980: für das Album I’ll Always Love You - 1980: für das Album There’s a Hippo in My Tub - 1981: für das Album Where You Go When You Dream - 1984: für die Single You Needed Me - 1992: für das Album Her Greatest Hits & Finest Performance - 1993: für das Album Croonin’ - 1999: für das Album What a Wonderful World - 2002: für das Album Country Croonin’ - 2006: für das Album The Best … So Far - Neuseeland - 1982: für das Album Greatest Hits Volume II | 2× Platin-Schallplatte - Kanada - 1980: für das Album Let’s Keep It That Way - 2008: für das Album Duets, Friends & Legends 3× Platin-Schallplatte - Kanada - 1984: für das Album Christmas Wishes - Neuseeland - 1981: für das Album Anne Murray’s Greatest Hits 6× Platin-Schallplatte - Kanada - 1984: für das Album Anne Murray’s Greatest Hits |

Anmerkung: Auszeichnungen in Ländern aus den Charttabellen bzw. Chartboxen sind in ebendiesen zu finden.
| Land/RegionAuszeichnungen für Musikverkäufe (Land/Region, Auszeichnungen, Verkäufe, Quellen) | Silber  | Gold       | Platin       | Verkäufe   | Quellen         |
| -------------------------------------------------------------------------------------------- | ------- | ---------- | ------------ | ---------- | --------------- |
| Australien (ARIA)                                                                            | —       | Gold1      | —            | 20.000     | Einzelnachweise |
| Hongkong (IFPI/HKRIA)                                                                        | —       | 2× Gold2   | Platin1      | 40.000     | ifpihk.org      |
| Kanada (MC)                                                                                  | —       | 13× Gold13 | 23× Platin23 | 2.950.000  | musiccanada.com |
| Neuseeland (RMNZ)                                                                            | —       | 2× Gold2   | 4× Platin4   | 100.000    | Einzelnachweise |
| Philippinen (PARI)                                                                           | —       | Gold1      | —            | 60.000     | Einzelnachweise |
| Vereinigte Staaten (RIAA)                                                                    | —       | 11× Gold11 | 10× Platin10 | 16.500.000 | riaa.com        |
| Vereinigtes Königreich (BPI)                                                                 | Silber1 | —          | —            | 60.000     | bpi.co.uk       |
| Insgesamt                                                                                    | Silber1 | 30× Gold30 | 38× Platin38 |            |                 |